# Heterotheca pumila
Heterotheca pumila là một loài thực vật có hoa trong họ Cúc. Loài này được (Greene) Semple mô tả khoa học đầu tiên năm 1987.